# Burr-eloszlás
A valószínűségszámítás elméletében, a statisztika és az ökonometria területén a Burr-eloszlás egy folytonos valószínűség-eloszlás, nem negatív valószínűségi változókra.
Az eloszlást kidolgozójáról, Irving W. Burr, amerikai matematikusról nevezték el.
Az eloszlás Singh-Maddala-eloszlás néven is ismert, és egyik azon eloszlások közül, melyeket ‘általános log-logisztikai eloszlásnak’ neveznek.
Legáltalánosabb alkalmazása a háztartási bevételek modellezése.
A Burr-eloszlás valószínűségi sűrűségfüggvénye:
{\displaystyle f(x;c,k)=ck{\frac {x^{c-1}}{(1+x^{c})^{k+1}}}\!}
a kumulatív eloszlás függvény:
{\displaystyle F(x;c,k)=1-\left(1+x^{c}\right)^{-k}.}
Ha c=1, akkor a Burr-eloszlás Pareto-eloszlás lesz.
Ha k=1, akkor a Burr-eloszlás Champernowne-eloszlás lesz.
A Dagum-eloszlás a Burr-eloszlás inverze.

Burr-eloszlás valószínűségi sűrűségfüggvénye

Burr-eloszlás kumulatív eloszlásfüggvénye